# Mandolin' Brothers
I Mandolin' Brothers sono un gruppo musicale italiano guidato da Alessandro Jimmy Ragazzon, originario di Pavia.  Si ispirano alla tradizione musicale americana country, blues e rock'n roll.

## Storia del gruppo
Si sono formati nel 1979 a Voghera dall'iniziativa di Alessandro Jimmy Ragazzon (voce, armonica, chitarra) e Paolo Canevari (chitarra) che dopo una cassetta autoprodotta, la partecipazione ad una compilation ed una lunga gavetta giungono al primo disco ufficiale solo nel 2001 con For Real pubblicato per l'etichetta Studiottanta-Fortuna Records
Nel 2007 hanno partecipato a Fort Lauderdale al Festival FTL Moda con il patrocinio del consolato italiano.<
Nel 2008 è uscito il loro secondo album Still Got Dreams
Nel 2009 esce il loro primo album dal vivo, 30 Lives! mentre il cantante Jimmy Ragazzon pubblica con il chitarrista rock-blues Maurizio Glielmo l'album Blues Ballads and Songs.
Vengono poi selezionati assieme a Francesco Piu a partecipare per l'Italia al concorso International Blues Challenge che si svolge annualmente a Memphis in Tennessee.
Nel 2010 per la registrazione del loro terzo album di studio Moon Road si recano ad Austin presso lo studio di registrazione di Merel Bregante.. Al disco è allegato un documentario sulla loro esperienza negli USA.
Nel gennaio 2014 esce "il loro quarto album Far Out, composto interamente da inediti che vede la partecipazione alla produzione artistica di Jono Manson. L'anno successivo il gruppo da vita assieme al Laboratorio ElettroAcustico allo spettacolo Phermine,
Ragazzon è anche collaboratore del mensile musicale Buscadero, nel 2016 ha pubblicato con la collaborazione del chitarrista del gruppo Marco Rovino il primo album da solista SongBag.
Nel dicembre 2019 pubblicano il nuovo album 6 per Martiné Records.

## Formazione
- Alessandro Jimmy Ragazzon (voce, armonica a bocca, chitarra)
- Paolo Canevari (chitarra)
- Marco Rovino (chitarra, mandolino)
- Riccardo Maccabruni (fisarmonica, tastiere),
- Giuseppe Barreca (basso, contrabbasso) (ex Chicken Mambo)
- Daniele Negro (batteria).

## Discografia

### Album
- 2001 - For Real (Studiottanta-Fortuna Records)
- 2008 - Still Got Dreams (Studiottanta-Fortuna Records)
- 2009 - 30Lives! (Studiottanta-Fortuna Records)
- 2014 - Far Out
- 2019 - 6

### EP
- 2010 -  Moon Road (CD + Documentario in DVD) (Studiottanta-Fortuna Records)

## Discografia di Jimmy Ragazzon

### Album
- 2016 - SongBag (Ultrasound)